# Tecnologia al teatre
El desenvolupament del teatre ha estat sempre vinculat al de la tecnologia i a l'inrevés.
El teatre, malgrat tractar-se d'una de les manifestacions artístiques més antigues de la humanitat, ha sabut adaptar-se i perviure gràcies a la capacitat que ha tingut d'incorporar innovacions que el fessin adequar-se als interessos i inquietuds de cada època. Tals innovacions han inclòs des de l'època dels Romans nous avenços tecnològics que han fet possible realitzar fins a les més ambicioses posades en escena. D'altra banda ambdues especialitats es retroalimenten, ja que la tecnologia s'ha servit de la creativitat de l'ésser humà per a continuar creixent i evolucionant.

## Primers usos de la tecnologia al teatre
L'existent vincle entre teatre i tecnologia es remunta al s,V aC. Durant l'edat clàssica a Grècia, s'establiren els models tradicionals de representació: la tragèdia i la comèdia. D'altra banda els dramaturgs Èsquil i Sòfocles van afegir respectivament un segon i tercer actor a les obres, la qual cosa va incrementar-ne el grau de complexitat, fent que requerissin la creació de grans escenaris. Per aquesta raó es construïren grans edificacions de pedra a l'aire lliure aprofitant la inclinació de turons. Es tracta de construccions capaces d'albergar fins a 12.000 persones. Les grades envoltaven un espai semicircular destinat a l'orquestra, lloc on es desenvolupava la major part de la representació. Al darrere hi havia el Skene, lloc on els actors es canviaven, i just al davant d'aquest, el Prosceni, paret de columnes capaç de sostenir grans pintures que evocaven el lloc de l'acció. Aquests decorats, juntament amb el vestuari, les màscares i algunes màquines, com ara grues, amb què els grecs representaven el descens dels déus als seus escenaris, constituïen els aparells tecnològics escènics que feien possible les representacions teatrals més espectaculars. D'altra banda, els grecs s'interessaven per optimitzar l'acústica dels seus auditoris.
Els Romans van introduir nous elements als seus teatres que esdevingueren més sofisticats que els dels grecs, tot i que estaven basats en el mode hel·lènic. Erigiren de terra diverses plantes de teatre, i, per fer això, es requerien les més avançades tecnologies de l'època. Amb l'objectiu de millorar l'acústica dels teatres, van reduir l'espai de l'orquestra a un semicercle, i les representacions es desenvolupaven damunt d'una plataforma elevada anomenada pàlpitum. Els Skene van esdevenir fatxades monumentals a causa de la necessitat de sostenir decorats que cobrissin diversos pisos de teatre. Els Romans, dins de la seva estètica grandiloqüent i imperialista, gaudien fent gala de les seves habilitats tecnològiques. Per aquesta raó, utilitzaven els seus coneixements d'hidràulica per inundar escenaris on es representaven batalles navals.
La tecnologia s'ha mantingut lligada des d'aleshores ja per sempre al món de l'espectacle. Les diferents sales on avui en dia es realitzen obres de teatre estan dotades en major o menor mesura d'infraestructures tecnològiques. Això condiciona la qualitat final de l'obra ja que les tecnologies suposen una valuosa font de recursos escènics. Existeixen des d'espais on l'únic equipament tècnic del que es disposa són aparells lumínics i sonors, fins a espais que compten amb les més modernes especificacions. Un exemple d'aquests darrers és el teatre del liceu de Barcelona, l'escenari del qual és una plataforma mòbil que compta amb espai i recursos suficients per tenir dos escenaris completament muntats al seu interior. Aquests estan llestos per intercanviar-se mitjançant una estructura supletòria el funcionament de la qual està regida per una serie d'elevadors. En conjunt, el teatre del liceu, així com altres teatres importants arreu del món, disposa àmpliament de l'equipament tècnic necessari per satisfer les exigències de les seves respectives produccions.
D'altra banda, la tecnologia ha permès la creació de complexos artefactes que han servit per a la realització de trucs de prestidigitació.
La tecnologia ha servit des dels seus inicis al món de l'espectacle per realitzar espais privilegiats on s'hi han pogut desenvolupar les representacions, d'altra banda també ha contribuït a fer-les més espectaculars. La tecnologia, per tant, lluny de substituir el poder de la imaginació o d'esdevenir una interferència, és imprescindible alhora de fer possible una obra.

## Noves tendències
Avui en dia s'introdueixen en moltes obres de teatre, nombrosos recursos del camp audiovisual que proporcionen varietat i riquesa a l'espectacle. Les imatges estàtiques o bé, en moviment, projectades al prosceni dels escenaris, i que substitueixen els cars decorats, van ser les primeres intervencions de la tecnologia visual i/o audiovisual. Aquest fet ha estat seguit per l'absorció de tot un seguit de recursos i temàtiques audiovisuals de les quals es parlarà a continuació:
- La realitat augmentada: es fa servir per visualitzar un entorn físic en el món real combinat amb elements virtuals per a la creació d'una realitat mixta a temps real.

No substitueix la representació teatral, sinó que hi afegeix un entorn fictici introduint digitalment imatges que se superposen al món real. Amb la realitat augmentada es genera un entorn immersiu on l'espectador pot entrar en l'obra i formar part de la història. Escriptors i productors s'han associat amb enginyers per tal de produir aplicacions i softwares capaços de servir a les necessitats específiques de les seves obres, com ara "Apps", de missatgeria instantània o aplicacions que permeten a l'espectador interactuar, gravar i editar en viu a través dels seus mòbils.
- El teatre virtual: és una varietat de formes compartides entre actors i espectadors. Resulta immersiu i interactiu, el contingut gira al voltant del mateix medi que alhora es relaciona amb altres medis, dispositius digitals. Aquesta relació s'estableix únicament en una realitat virtual i efímera, ja que només existeix mentre s'està experimentant.[4]
- Aparició de guions basats en la tecnologia i de la seva irrupció en les vides dels éssers humans: ha resultat ser una temàtica recurrent per a les arts audiovisuals, fins al punt en què s'ha creat un gènere especialitzat, la ciència-ficció. El teatre tampoc n'ha restat indiferent, ja que ha tractat el tema de manera transversal i reflexiva tot sovint fusionant-lo amb la filosofia.
- La intel·ligència artificial: ha sigut presentada en escena mitjançant androides i robots que actuen i interactuen amb el públic. Aquest fet innovador ha dut fins a l'espectador comú relacions i experiències mai vistes, com ara les que s'estableixen entre artista i màquina o entre espectador i màquina.[5]

L'obra "Sayonara" del japonès Oriza Hirata va posar en escena un androide model Geminoid F, el qual reproduïa fidelment el model humà pel que fa a la interacció amb altres persones. Era capaç d'imitar expressions facials i fins i tot, la parla humana.

## Performances
L'art de l'performance fa referència a un art conceptual que transmet un significat i que essencialment inclou un espai, un temps, el cos d'un intèrpret i la relació que s'estableix entre aquest i el públic. La performance sovint ha estat descrita com l'antítesi del teatre, ja que els dos arts s'oposen en varius aspectes: La finalitat de la performance no és l'entreteniment o l'actuació en si mateixa. Teatre i Performance també s'oposen pel que fa a lo efímer de l'acte, la performance fou pensada per a no poder ser repetida mai, es tracta doncs, d'una experiència única per a artistes i públic, això però, experimentarà un canvi amb l'expansió de les tecnologies digitals. Tot i les seves diferències, són dos arts que estan indiscutiblement lligats per la seva relació amb la dramatúrgia i la característica del directe que comparteixen. Ambdues arts han realitzat incorporacions progressives de les noves tecnologies les quals han estat un eix fonamental per al seu desenvolupament.

### Origen
Les primeres performances van néixer lligades a la tecnologia. Les accions performàtiques sorgiren amb els moviments d'avantguarda de la primera meitat del segle xx, en concret els dadaistes què es van manifestar durant la primera guerra mundial (1914-1918). Mitjançant la performance van realitzar algunes de les seves primeres accions provocatives. El Dadà fou un moviment multidisciplinari, els seus integrants, a banda d'organitzar exposicions de pintura i escultura també realitzaven projeccions de cinema i exposicions de fotografia. Alguns dels artistes dadaistes eren fotògrafs, com ara Man Ray, el moviment en si feia ús, per tant, de la tecnologia. Això quedà reflectit en les performances que realitzaven.
Existeix una tendència a evitar la incorporació de tecnologies a la performance especialment pel que fa a l'enregistrament digital d'aquestes, ja que, un dels trets per definició de les performances és el caràcter efímer de l'experiència. Hi ha una contratendència més generalitzada que cerca activament la incorporació de les tecnologies a les performances. L'ús de la tecnologia en aquesta darrera, no es limita a la documentació de la performance, sinó que acull la tecnologia en cada una de les seves etapes, des de la concepció fins a l'execució.

### Performances i àmbits tecnològics
La intervenció de les tecnologies en l'espectacle performàtic han comprès tots els àmbits d'aquestes, des de l'ús de llums fins a la biomecànica.
- La llum tingué un paper protagonista en una performance realitzada per Atsuko Tanaka l'any 1956 a Tòquio, en la qual va utilitzar un quimono fabricat amb bombetes, fluorescents, llums de neó i cables elèctrics que visualment va impactar molt al públic.[11] Des d'aleshores, altres artistes han pres el relleu pel que fa al joc de llums de les accions performatiques. Alexander Whitley realitza coreografies on cossos es mouen travessats per la llum que passa a ser una prolongació d'aquests. En aquests casos, la llum deixa de ser un complement que ressalta la figura de l'artista, per a ser un cop més la protagonista. La mateixa llum que emergia del quimono d'Atsuko apareix ara sense l'artifici de la bombeta que el convertia en un objecte pesant i limitador, gràcies a l'evolució de la tecnologia.
- La ciència i l'instrumental mèdic han estat eines utilitzades per mostrar al públic el que hi ha més enllà de la simple aparença del cos, n'ha mostrat les entranyes. L'artista Mona Hatoum, en la seva performance Corp étranger, mitjançant la tècnica de l'endoscòpia, permetia observar l'interior del seu tub digestiu, el seu aparell reproductor i l'excretor.
- La cirurgia plàstica ha estat emprada com a acció performàtica. Artistes com Wolf l'utilitzaren per reivindicar la submissió de la dona als estàndards de la bellesa.

Orlan, d'altra banda, ho entengué com una aventura, una forma de transgressió i la possibilitat de parodiar les "belleses" de la història de l'art, per la qual cosa va voler reunir els atributs de Venus, Psique, Diana, Europa i la Mona Llisa. Orlan va anomenar la seva llista de cirurgies de la performance La reencarnació de santa Orlan.
- La biorobòtica possiblement és la disciplina amb la qual la relació tecnologia-performance ha arribat més lluny. Alguns artistes s'han implantat terceres extremitats robòtiques, com ara Sterlac, què el 1926, va posar-se una ma robòtica a la qual posteriorment afegí una orella, transformant-se així en un híbrid meitat home, meitat cíborg. D'una forma diferent però de nou amb la tecnologia i la performance anant de la mà, Marcel·lí Antúnez Roca, un dels fundadors de la Fura dels Baus, realitza performances mecatròniques on la tecnologia és utilitzada com un exoesquelet que posa el cos de l'artista a la total disposició de l'espectador el qual pot controlar el moviment de tots els seus músculs i ossos.[13]